# Liga Panameña de Fútbol Clausura 2016
La Liga Panameña de Fútbol Clausura 2016, oficialmente por motivo de patrocinio Liga Cable Onda Clausura 2016 fue la XLIII edición del torneo de la Liga Panameña de Fútbol siendo el final de la temporada 2015-16. El Plaza Amador clasificó a la Concacaf Liga Campeones 2016-17.

## Equipos participantes
Como en temporadas precedentes, consta de un grupo único integrado por 10 clubes de toda la geografía panameña. Siguiendo un sistema de liga, los 10 equipos se enfrentaran todos contra todos en dos ocasiones —una en campo propio y otra en campo contrario— sumando un total de 18 jornadas. El orden de los encuentros se decidirá por sorteo antes de empezar la competición.
| Alianza FC                         | Panamá        | Rubén Cádenas   | Luis Ernesto Tapia        | 900    | Keuka   |
| CD Árabe Unido                     | Colón         | Sergio Guzmán   | Armando Dely Valdés       | 1 121  | Puma    |
| CD Plaza Amador                    | Panamá        | Jair Palacios   | Maracaná                  | 5 500  | X Red   |
| Chepo FC                           | Chepo         | Jorge Santos    | Óscar Sumán Carrillo      | 3 000  | Gems    |
| Chorrillo FC                       | Panamá        | Mike Stump      | Maracaná                  | 5 500  | Adidas  |
| Atlético Chiriquí                  | David         | Mario Méndez    | San Cristóbal             | 2 500  | Gems    |
| San Francisco FC                   | La Chorrera   | Gary Stempel    | Agustín "Muquita" Sánchez | 3 000  | Lotto   |
| SD Atlético Nacional               | Panamá        | Daniel Valencia | Maracaná                  | 5 500  | Adidas  |
| Sporting San Miguelito             | San Miguelito | Juan Lopera     | Luis E. "Cascarita" Tapia | 900    | Joma    |
| Tauro FC                           | Panamá        | Rolando Palma   | Rommel Fernández          | 32 000 | Patrick |
| Datos actualizados a enero de 2016 |               |                 |                           |        |         |

### Equipos por Ciudad
| Ciudad                    | N.º | Equipos                                                                                               |
| ------------------------- | --- | --- |
| Panamá, Panamá            | 7   | Alianza FC CD Plaza Amador Chepo FC Chorrillo FC SD Atlético Nacional Sporting San Miguelito Tauro FC |
| Colón, Colón              | 1   | CD Árabe Unido                                                                                        |
| David, Chiriquí           | 1   | Atlético Chiriquí                                                                                     |
| La Chorrera, Panamá Oeste | 1   | San Francisco FC                                                                                      |
| Total                     | 10  | |

| CD Árabe Unido San Francisco FC CD Plaza Amador Chorrillo FC SD Atlético Nacional Chepo FC Tauro FC Sporting SM Atlético Chiriquí |

## Fase final
Los cuatro primeros clubes calificados para esta Fase del torneo serán reubicados de acuerdo con el lugar que ocupen en al término de la jornada 18, con el puesto del número # 1 al club mejor clasificado, y así hasta el número # 4. Los partidos a esta fase se desarrollarán a visita, en las siguientes etapas:
- Semifinal
- Final

Los clubes vencedores en los partidos de semifinal serán aquellos que en los dos juegos anoten el mayor número de goles. De existir empate en el número de goles anotados, la posición se definirá a favor del club con mayor cantidad de goles a favor cuando actúe como visitante; si una vez aplicado el criterio anterior los clubes siguieran empatados, se definirá por la tanda del punto penal.
El club vencedor de la final y por lo tanto campeón, será aquel que en el partido anote el mayor número de goles. Si al término del tiempo reglamentario el partido está empatado, se agregarán dos tiempos extras de 15 minutos cada uno. De persistir el empate en estos periodos, se procederá a lanzar tiros penales hasta que resulte un vencedor.

## Clasificación General
|     | Equipos              |  | PJ | G | E | P  | GF | GC | Dif. | Pts. |
| --- | -------------------- |  | -- | - | - | -- | -- | -- | ---- | ---- |
| 1.  | SD Atlético Nacional |  | 18 | 9 | 5 | 4  | 23 | 21 | 2    | 32   |
| 2.  | Plaza Amador         |  | 18 | 7 | 8 | 3  | 16 | 9  | 7    | 29   |
| 3.  | CD Árabe Unido       |  | 18 | 8 | 3 | 7  | 20 | 17 | 3    | 27   |
| 4.  | Chorrillo FC         |  | 18 | 7 | 5 | 6  | 20 | 16 | 4    | 26   |
| 5.  | Atlético Chiriquí    |  | 18 | 7 | 5 | 6  | 19 | 17 | 2    | 26   |
| 6.  | Tauro FC             |  | 18 | 6 | 5 | 7  | 15 | 17 | -2   | 23   |
| 7.  | Chepo FC             |  | 18 | 6 | 4 | 8  | 18 | 23 | -5   | 22   |
| 8.  | Sporting SM          |  | 18 | 5 | 6 | 7  | 16 | 21 | -5   | 21   |
| 9.  | San Francisco FC     |  | 18 | 5 | 5 | 8  | 20 | 23 | -3   | 20   |
| 10. | Alianza FC           |  | 18 | 6 | 2 | 10 | 19 | 22 | -3   | 20   |

### Segunda ronda
|  | Semifinales                             | Semifinales                             | Semifinales                             |   |              | Final              | Final              |  |
|  | 10 de mayo de 2016 - 17 de mayo de 2016 | 10 de mayo de 2016 - 17 de mayo de 2016 | 10 de mayo de 2016 - 17 de mayo de 2016 |   |              | 22 de mayo de 2016 | 22 de mayo de 2016 |  |
|  |                                         |                                         |                                         |   |              |                    |                    |  |
|  |                                         |                                         |                                         |   |              |                    |                    |  |
|  | Atlético Nacional                       | 0                                       | 0                                       |   |              |                    |                    |  |
|  | Atlético Nacional                       | 0                                       | 0                                       |   |              |                    |                    |  |
|  | Chorrillo FC                            | 1                                       | 1                                       |   |              |                    |                    |  |
|  | Chorrillo FC                            | 1                                       | 1                                       |   | Chorrillo FC | 0                  |                    |  |
|  |                                         |                                         |                                         |   | Chorrillo FC | 0                  |                    |  |
|  |                                         |                                         | Plaza Amador                            | 1 |              |                    |                    |  |
|  | Plaza Amador                            | 0                                       | Plaza Amador                            | 1 | 3            |                    |                    |  |
|  | Plaza Amador                            | 0                                       |                                         |   | 3            |                    |                    |  |
|  | Árabe Unido                             | 0                                       | 2                                       |   |              |                    |                    |  |
|  | Árabe Unido                             | 0                                       | 2                                       |   |              |                    |                    |  |
|  |                                         |                                         |                                         |   |              |                    |                    |  |

## Final
Datos: El Himno de Panamá fue cantado por Miroslava Herrera y Tatiana Ríos. 
| 22 de mayo de 2016 - 18:00 (Hora local) | CD Plaza Amador      | 1:0 (1:0) | Chorrillo FC | Estadio Rommel Fernández, Ciudad de Panamá, Panamá |  |
|                                         | 23' Ernesto Sinclair |           |              |                                                    |  |

| 1     | POR   | Eric Hughes      |     |
| 2     | DEF   | Algish Dixon     | 84' |
| 3     | DEF   | Rolando Rojas    |     |
| 4     | DEF   | Luis Mendoza     |     |
| 5     | MED   | Carlos Pineda    |     |
| 6     | MED   | Daniel Blanco    |     |
| 7     | MED   | Sergio Ortega    |     |
| 8     | MED   | Humberto Gómez   |     |
| 9     | MED   | Ameth Ramirez    |     |
| 10    | DEL   | Josiel Núñez     |     |
| 11    | DEL   | Ernesto Sinclair |     |
| D. T. | D. T. | Jair Palacios    |     |

| 1     | POR   | Martin Melendez |     |
| 2     | DEF   | Omar Camargo    | 77' |
| 3     | DEF   | Rolando Rojas   | 59' |
| 4     | DEF   | Edward Benítez  |     |
| 5     | DEF   | César Blackman  |     |
| 6     | MED   | Caio Milan      |     |
| 7     | MED   | Engi Mitre      | 69' |
| 8     | MED   | Leonel Parris   |     |
| 9     | DEL   | Marlon Avila    |     |
| 10    | DEL   | Yustin Arboleda |     |
| 11    | DEL   | Humberto Ward   |     |
| D. T. | D. T. | Mike Stump      |     |

| 12 | Defensa | Carlos Gutiérrez | 58' |

| 12 | Defensa        | Josue Flores   | 59' |
| 13 | Centrocampista | Rodolfo Ford   | 83' |
| 14 | Delantero      | Luis Jaramillo | 77' |

| 23' | Ernesto Sinclair | 1:0 |

| 37' · 64' | Carlos Pineda Luis Mendoza |

| 42' · 64' | Caio Milan Yustin Arboleda |

| Principal  | José A. Kellys   |
| Asistentes | Gabriel Victoria |
|            | Ronaldo Bruña    |
| Cuarto     | Ameth Sánchez    |

|                    |   |   |
| Tiros              | - | - |
| Tiros a puerta     | - | - |
| Faltas             | - | - |
| Saques de esquina  | - | - |
| Penaltis           | - | - |
| Fueras de juego    | - | - |
| Posesión del balón | % | % |

| Alineación inicial |

| 1     | POR   | Eric Hughes      |     |
| 2     | DEF   | Algish Dixon     | 84' |
| 3     | DEF   | Rolando Rojas    |     |
| 4     | DEF   | Luis Mendoza     |     |
| 5     | MED   | Carlos Pineda    |     |
| 6     | MED   | Daniel Blanco    |     |
| 7     | MED   | Sergio Ortega    |     |
| 8     | MED   | Humberto Gómez   |     |
| 9     | MED   | Ameth Ramirez    |     |
| 10    | DEL   | Josiel Núñez     |     |
| 11    | DEL   | Ernesto Sinclair |     |
| D. T. | D. T. | Jair Palacios    |     |

| 1     | POR   | Martin Melendez |     |
| 2     | DEF   | Omar Camargo    | 77' |
| 3     | DEF   | Rolando Rojas   | 59' |
| 4     | DEF   | Edward Benítez  |     |
| 5     | DEF   | César Blackman  |     |
| 6     | MED   | Caio Milan      |     |
| 7     | MED   | Engi Mitre      | 69' |
| 8     | MED   | Leonel Parris   |     |
| 9     | DEL   | Marlon Avila    |     |
| 10    | DEL   | Yustin Arboleda |     |
| 11    | DEL   | Humberto Ward   |     |
| D. T. | D. T. | Mike Stump      |     |

| 12 | Defensa | Carlos Gutiérrez | 58' |

| 12 | Defensa        | Josue Flores   | 59' |
| 13 | Centrocampista | Rodolfo Ford   | 83' |
| 14 | Delantero      | Luis Jaramillo | 77' |

| 23' | Ernesto Sinclair | 1:0 |

| 37' · 64' | Carlos Pineda Luis Mendoza |

| 42' · 64' | Caio Milan Yustin Arboleda |

| Principal  | José A. Kellys   |
| Asistentes | Gabriel Victoria |
|            | Ronaldo Bruña    |
| Cuarto     | Ameth Sánchez    |

|                    |   |   |
| Tiros              | - | - |
| Tiros a puerta     | - | - |
| Faltas             | - | - |
| Saques de esquina  | - | - |
| Penaltis           | - | - |
| Fueras de juego    | - | - |
| Posesión del balón | % | % |

| Alineación inicial |

| 1     | POR   | Eric Hughes      |     |
| 2     | DEF   | Algish Dixon     | 84' |
| 3     | DEF   | Rolando Rojas    |     |
| 4     | DEF   | Luis Mendoza     |     |
| 5     | MED   | Carlos Pineda    |     |
| 6     | MED   | Daniel Blanco    |     |
| 7     | MED   | Sergio Ortega    |     |
| 8     | MED   | Humberto Gómez   |     |
| 9     | MED   | Ameth Ramirez    |     |
| 10    | DEL   | Josiel Núñez     |     |
| 11    | DEL   | Ernesto Sinclair |     |
| D. T. | D. T. | Jair Palacios    |     |

| 1     | POR   | Martin Melendez |     |
| 2     | DEF   | Omar Camargo    | 77' |
| 3     | DEF   | Rolando Rojas   | 59' |
| 4     | DEF   | Edward Benítez  |     |
| 5     | DEF   | César Blackman  |     |
| 6     | MED   | Caio Milan      |     |
| 7     | MED   | Engi Mitre      | 69' |
| 8     | MED   | Leonel Parris   |     |
| 9     | DEL   | Marlon Avila    |     |
| 10    | DEL   | Yustin Arboleda |     |
| 11    | DEL   | Humberto Ward   |     |
| D. T. | D. T. | Mike Stump      |     |

| 12 | Defensa | Carlos Gutiérrez | 58' |

| 12 | Defensa        | Josue Flores   | 59' |
| 13 | Centrocampista | Rodolfo Ford   | 83' |
| 14 | Delantero      | Luis Jaramillo | 77' |

| 23' | Ernesto Sinclair | 1:0 |

| 37' · 64' | Carlos Pineda Luis Mendoza |

| 42' · 64' | Caio Milan Yustin Arboleda |

| Principal  | José A. Kellys   |
| Asistentes | Gabriel Victoria |
|            | Ronaldo Bruña    |
| Cuarto     | Ameth Sánchez    |

|                    |   |   |
| Tiros              | - | - |
| Tiros a puerta     | - | - |
| Faltas             | - | - |
| Saques de esquina  | - | - |
| Penaltis           | - | - |
| Fueras de juego    | - | - |
| Posesión del balón | % | % |

| Alineación inicial |

| 1     | POR   | Eric Hughes      |     |
| 2     | DEF   | Algish Dixon     | 84' |
| 3     | DEF   | Rolando Rojas    |     |
| 4     | DEF   | Luis Mendoza     |     |
| 5     | MED   | Carlos Pineda    |     |
| 6     | MED   | Daniel Blanco    |     |
| 7     | MED   | Sergio Ortega    |     |
| 8     | MED   | Humberto Gómez   |     |
| 9     | MED   | Ameth Ramirez    |     |
| 10    | DEL   | Josiel Núñez     |     |
| 11    | DEL   | Ernesto Sinclair |     |
| D. T. | D. T. | Jair Palacios    |     |

| 1     | POR   | Martin Melendez |     |
| 2     | DEF   | Omar Camargo    | 77' |
| 3     | DEF   | Rolando Rojas   | 59' |
| 4     | DEF   | Edward Benítez  |     |
| 5     | DEF   | César Blackman  |     |
| 6     | MED   | Caio Milan      |     |
| 7     | MED   | Engi Mitre      | 69' |
| 8     | MED   | Leonel Parris   |     |
| 9     | DEL   | Marlon Avila    |     |
| 10    | DEL   | Yustin Arboleda |     |
| 11    | DEL   | Humberto Ward   |     |
| D. T. | D. T. | Mike Stump      |     |

| 12 | Defensa | Carlos Gutiérrez | 58' |

| 12 | Defensa        | Josue Flores   | 59' |
| 13 | Centrocampista | Rodolfo Ford   | 83' |
| 14 | Delantero      | Luis Jaramillo | 77' |

| 23' | Ernesto Sinclair | 1:0 |

| 37' · 64' | Carlos Pineda Luis Mendoza |

| 42' · 64' | Caio Milan Yustin Arboleda |

| Principal  | José A. Kellys   |
| Asistentes | Gabriel Victoria |
|            | Ronaldo Bruña    |
| Cuarto     | Ameth Sánchez    |

|                    |   |   |
| Tiros              | - | - |
| Tiros a puerta     | - | - |
| Faltas             | - | - |
| Saques de esquina  | - | - |
| Penaltis           | - | - |
| Fueras de juego    | - | - |
| Posesión del balón | % | % |

| Alineación inicial |

|                           |
| Panamá                    |
| CD Plaza Amador 6º título |

### Máximos goleadores
| Pos. | Posición | Jugador        | Equipo               | Goles |
| ---- | -------- | -------------- | -------------------- | ----- |
| 1.º  | DEL      | Manuel Murillo | SD Atlético Nacional | 10    |